# Los Plans (Merea)
Los Plans és una plana del terme de Gavet de la Conca, al Pallars Jussà, en territori del poble de Merea. Pertanyia a l'antic terme de Sant Salvador de Toló.
Està situat al nord de Merea, a la dreta del riu de Conques.